# Gare de Spikkestad
La gare de Spikkestad est une gare ferroviaire norvégienne de la ligne de Spikkestad, située au village Spikkestad sur le territoire de la kommune d'Asker dans le comté d'Akershus en région Østlandet.
En 1885 c'est un simple arrêt de chargement sur la ligne de Drammen. Puis, après être devenue une gare en 1913, elle est transformée en terminus en impasse lors de l'ouverture du tunnel Lieråsen. En 2012, sa plateforme est reconstruite à 200 mètres plus à l'est.
Elle est desservie par des trains de banlieue qui permettent de rejoindre la gare centrale d'Oslo, en 54 min.

## Situation ferroviaire
Établie à 126 mètres d'altitude, la gare terminus de Spikkestad est située au point kilométrique (PK) 36,69 (37,51 ancienne gare) de la ligne de Spikkestad, après la gare ouverte de Røyken.

## Histoire

### Première gare (1885-2012)
L'origine de la gare est un point d'arrêt de chargement, dénommé « Spikestad » , mis en service le 3 février 1885 sur la ligne de Drammen (ouverte en 1872). Elle acquiert le statut de halte pour les voyageurs et marchandises le 12 avril 1886, avant d'être renommée « Spikkestad » en avril 1894. 
Elle accède au statut de gare, toujours de passage, le 21 février 1913 et en 1922 on y reconstruit le bâtiment voyageurs d'origine de la gare de Høvik.
En 1973, elle devient une gare terminus, en impasse d'un embranchement portant son nom, lors de l'ouverture du tunnel de Lieråsen qui permet un changement de tracé de la ligne de Drammen.

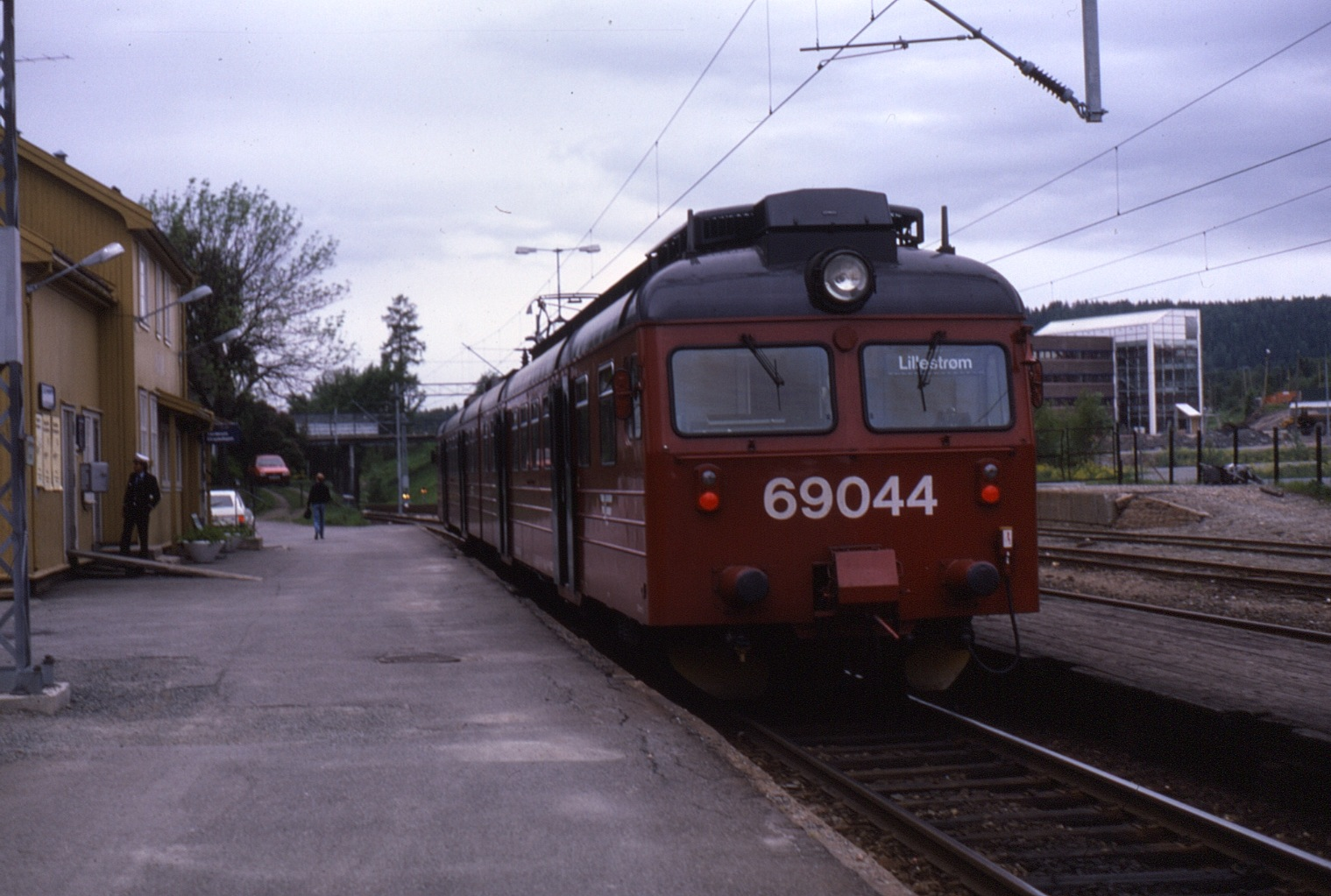
En 1986.
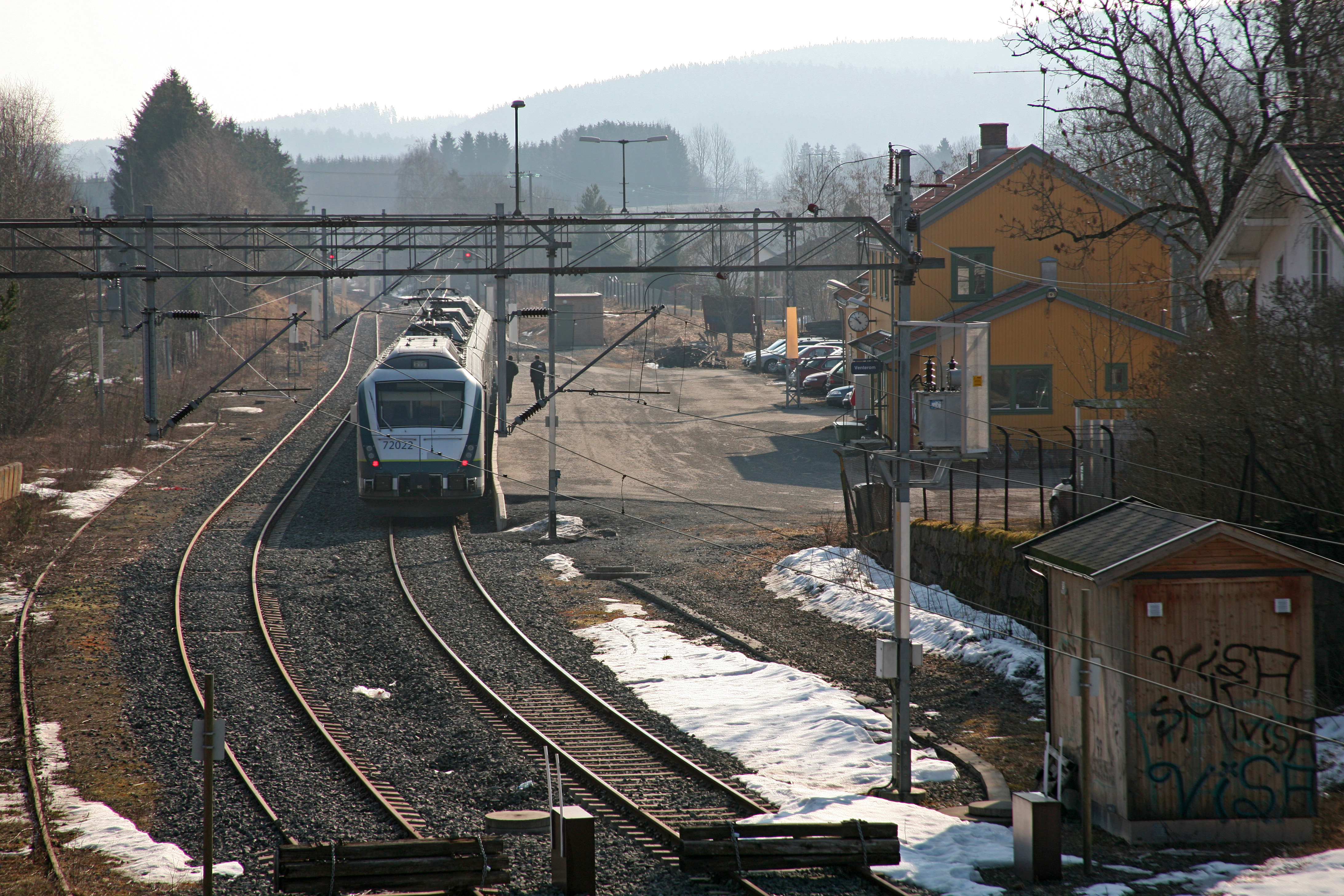
En 2007.
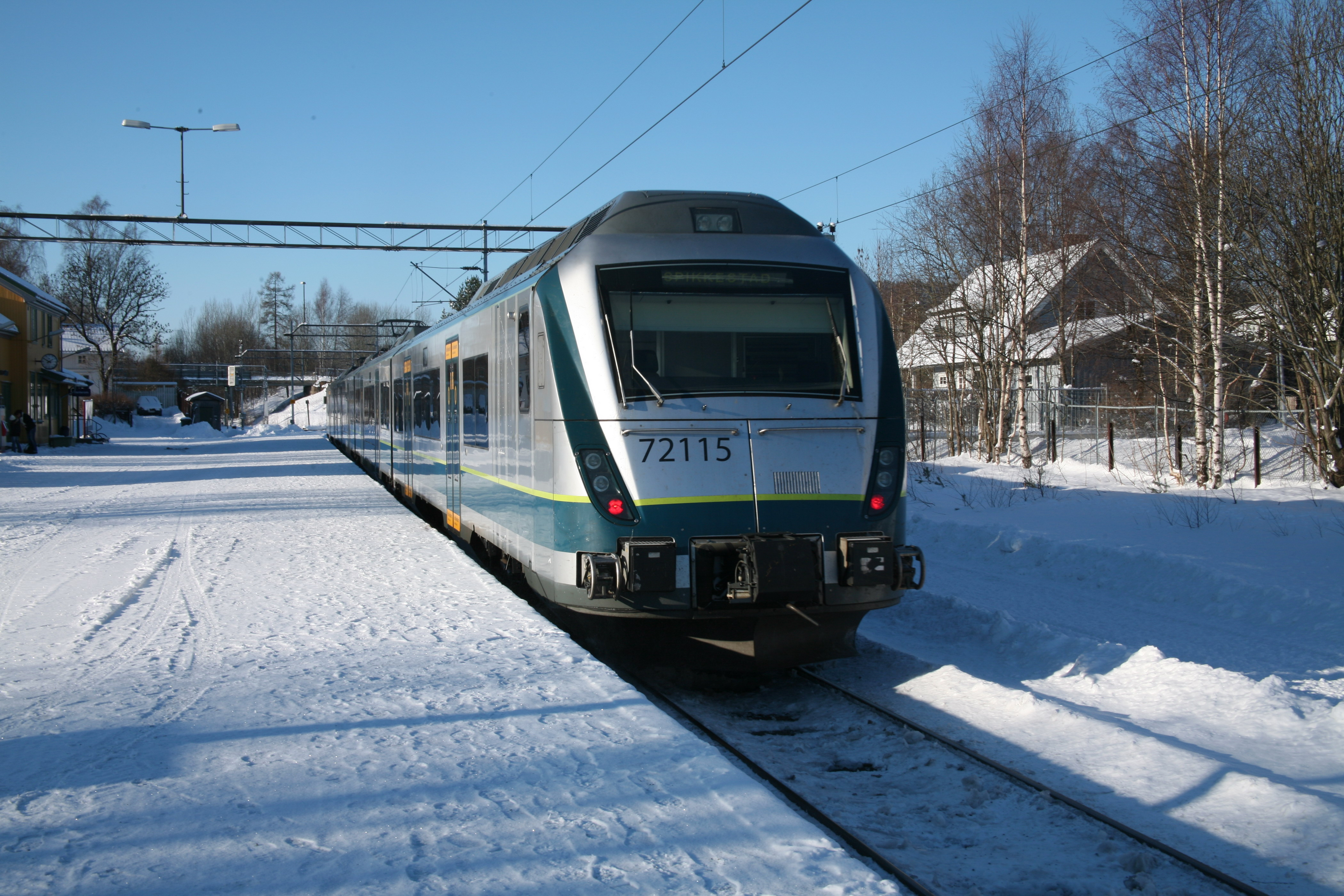
En 2007.

### Seconde gare 2012
Les travaux pour la création d'une nouvelle gare sont effectués entre le 26 mai et le 12 août 2012, pendant cette période la gare est fermée au trafic ferroviaire et desservie par des bus. Le chantier consiste à construire une nouvelle plateforme à environ 200 mètres à l'Est et à supprimer les voies sur 1,5 kilomètre à l'Ouest. Cette nouvelle gare en impasse dispose de deux voies avec deux quais latéraux surélevés, pour l'accès des handicapés, et équipés, d'abris, de bancs, de panneaux et haut-parleurs pour l'information sur les circulations. Un parking y est également aménagé.

## Service des voyageurs

### Accueil
Halte voyageurs, sans personnel permanent, elle dispose d'un abri et d'automates pour l'achat de titres de transport. Pendant la saison d'hiver (novembre à mai) une salle d'attente est ouverte du lundi au vendredi.

### Desserte
Spikkestad est desservie par les trains de la relation Spikkestad - Lillestrøm. C'est une desserte de type train de banlieue cadencée, qui permet de rejoindre la gare centrale d'Oslo, en 54 min, et l'autre terminus de Lillestrøm en 1 h 23 min.

### Intermodalité
Un parc couvert pour les vélos et un parking pour les véhicules (105 places avec quatre poste de charge pour les véhicules électriques et six places pour les handicapés) y sont aménagés.

## Patrimoine ferroviaire
L'ancien bâtiment voyageurs, de la gare de Høvik reconstruit à  Spikkestad en 1922, qui n'est plus sur la nouvelle plateforme.

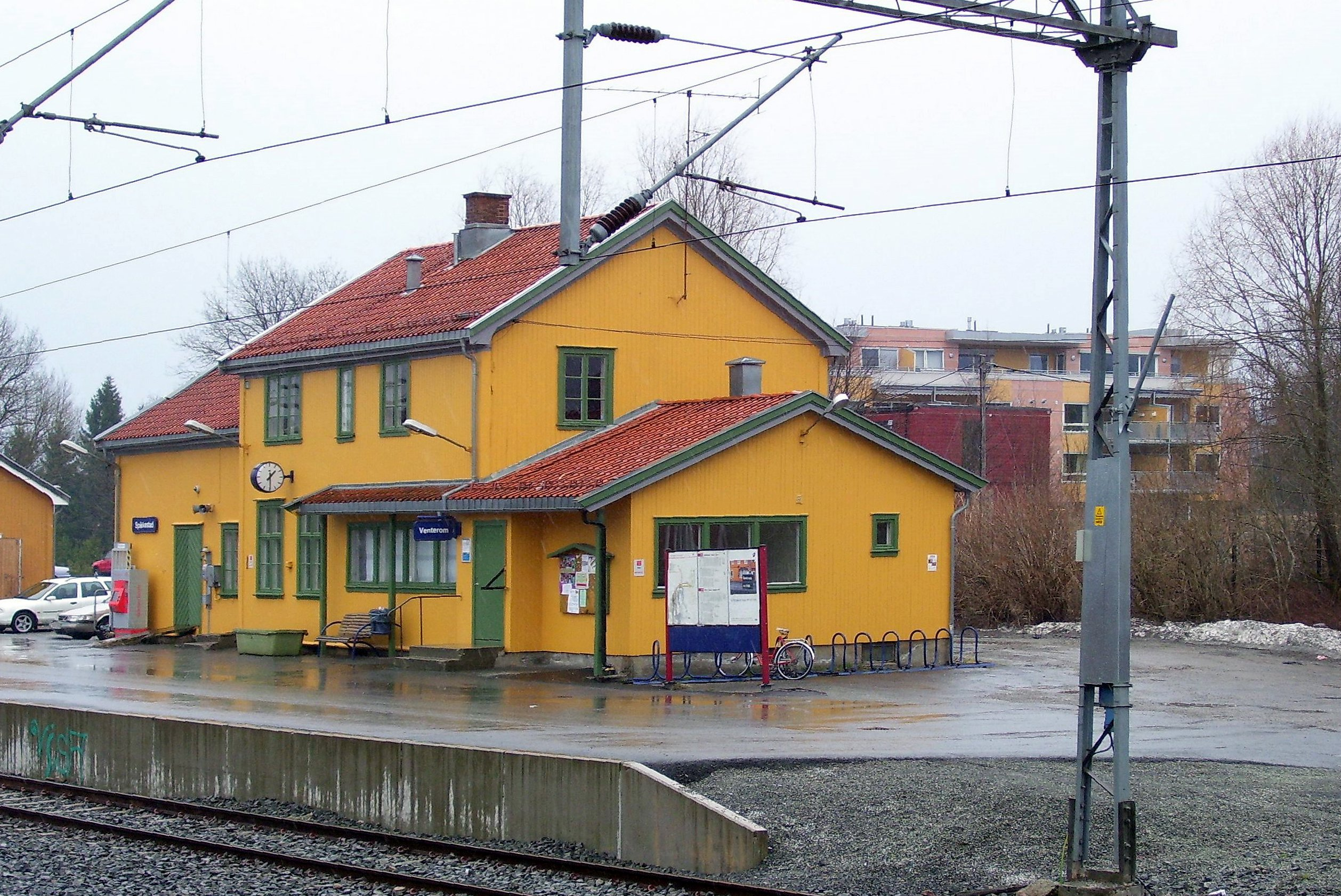
Le bâtiment en 2006.
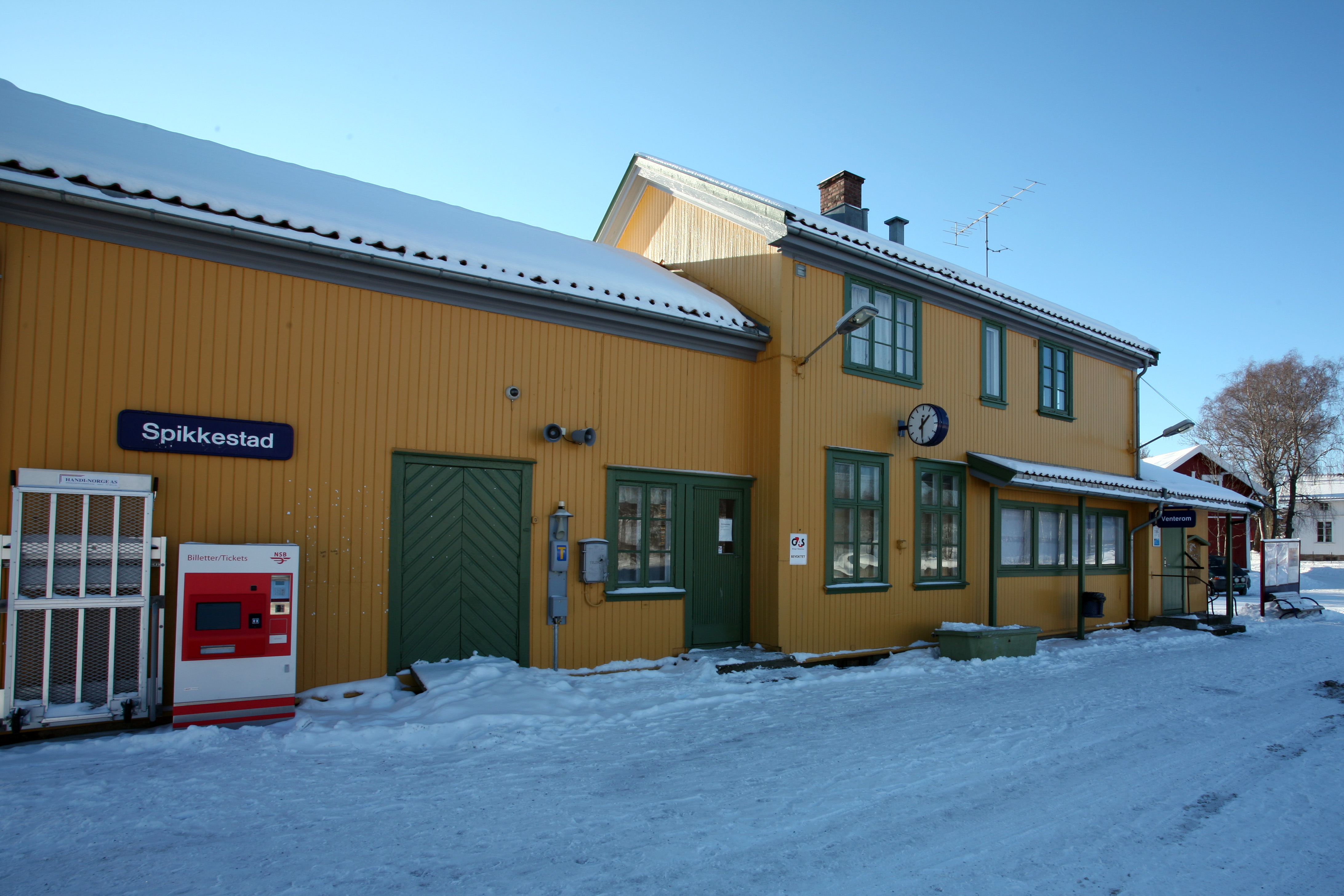
Le bâtiment en 2007.
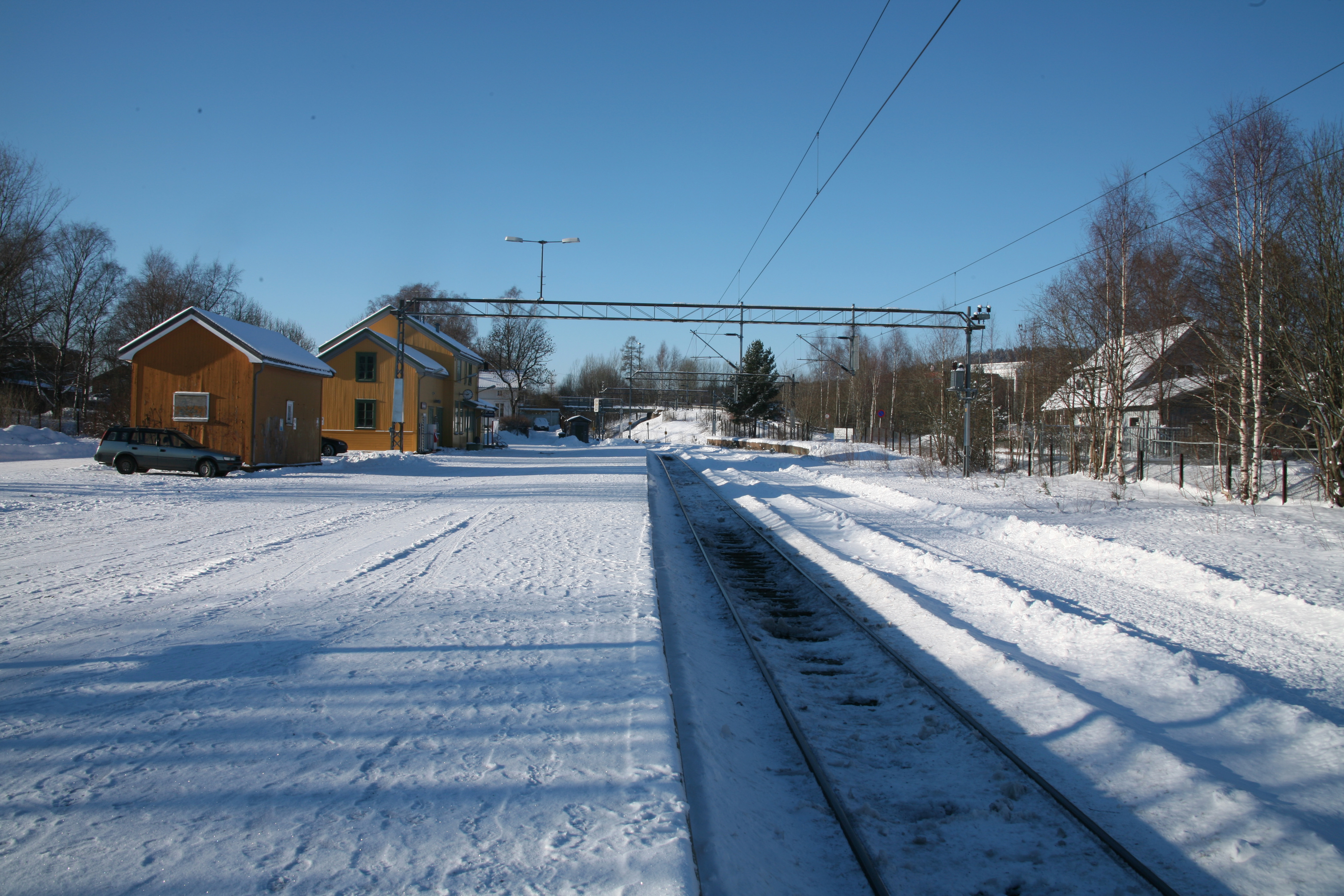
En 2007.